# Кущеватое
Кущеватое (Купцеватое, Вонючее Солёное) — пересыхающее солёное озеро в Приютненском районе Республики Калмыкия.
Площадь озера — до 3,4 квадратного километра.
Озеро имеет форму неправильного овала, вытянутого с севера на юг до 2,5 км. Относится к Манычской озерной группе водоемов реликтового (морского) происхождения.

## Данные водного реестра
По данным государственного водного реестра России относится к Донскому бассейновому округу, водохозяйственный участок реки — Маныч от истока до Пролетарского гидроузла, без рек Калаус и Егорлык, речной подбассейн реки — бассейн притоков Дона ниже впадения Северского Донца. Речной бассейн реки — Дон (российская часть бассейна).
Код объекта в государственном водном реестре — 05010500711107000009050.